# Great Outdoors – Ferien zu dritt

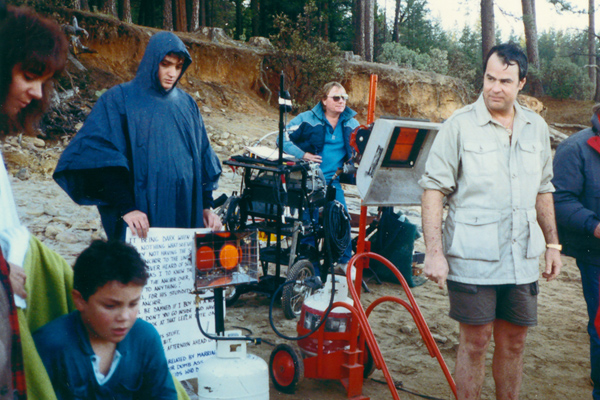
Filmset 1987 mit Dan Aykroyd (rechts)

Great Outdoors – Ferien zu dritt (The Great Outdoors) ist eine US-amerikanische Filmkomödie von Howard Deutch aus dem Jahr 1988.

## Handlung
Chet Ripley verbringt mit seiner Familie den Sommerurlaub in einem Blockhaus in den Bergen, weit ab der Zivilisation. Dort möchte er mit seiner Frau Connie turteln und seinen beiden Söhnen die Liebe zur Natur beibringen, wie dies schon sein Vater bei ihm machte. Das einzige Problem: Unerwartet taucht die Verwandtschaft in Form seines selbstverliebten Schwagers Roman Craig mit seiner Frau und den beiden Töchtern auf. Der im Luxus lebende Roman und der unscheinbare Chet verstehen sich gar nicht. Roman empfindet diese Art des Urlaubs nur als lächerlich, was ihn aber nicht davon abhält, sich selber einzuladen und die Urlaubsidylle zu zerstören.
Während der geplante Familienurlaub in der Natur immer mehr zu einer Spielerei von Roman verkommt, findet Chet auch nicht wirklich den Zugang zu seinem älteren Sohn. Denn der hat sich bereits in ein einheimisches Mädchen verliebt und ist Feuer und Flamme. 
Als sich die Familie Ripley schließlich doch dazu aufrafft, den ungebetenen Gästen die Abreise nahezulegen, spielt Roman einen Trumpf aus. Er bietet Chet an, mit 25.000 Dollar in ein todsicheres Geschäft einzusteigen. Chet hat ein schlechtes Gewissen und gibt seinem Schwager einen Scheck. Die Craigs fahren ab, doch Roman kehrt wieder um, zerreißt den Scheck und gesteht seinem Schwager, dass er ihn mit seiner Investition eigentlich hereinlegen wollte. Er habe durch Fehlspekulationen seinen Platz an der Börse verloren und arbeite nur noch als Botenjunge. Mit dem Geld von Chet wollte er einen Versuch starten, wieder auf die Beine zu kommen.   
Während eines Unwetters suchen die beiden Craig-Mädchen Zuflucht in einer Höhle. Sie wissen allerdings nicht, dass diese Höhle von einem Bären bewohnt ist, dem Chet angeblich während seiner Hochzeitsreise schon einmal begegnet ist und ihm mit einer Gewehrkugel den Schädel rasierte. Also müssen sich Chet und Craig auch hier zu einer Einheit formieren, um die Mädchen zu retten. Nachdem die beiden von Roman zurückgebracht wurden, stößt Chet abermals auf den Bären, der ihn sofort verfolgt. Chet flüchtet ins Blockhaus, woraufhin der Bär die Türe eintritt und die Familie bedroht. Im letzten Moment wird der Bär durch einen weiteren Gewehrschuss, der ihm nun das Hinterteil rasiert, verjagt.
Währenddessen hat sich auch sein Sohn mit seiner Ferienliebe versöhnt. Er war in Ungnade gefallen, nachdem er ein Date verpasst hatte. 
Die Familien treten die Heimreise an, wobei Roman bei der Abfahrt seinem Schwager zuruft, er möchte wissen, wer schneller bei ihm Hause ist (Connie hatte ihn wegen der schlechten Situation der Craigs dorthin eingeladen).

## Kritiken
Hal Hinson schrieb in der Washington Post vom 17. Juni 1988, dass man die Komödie als „mittelmäßig“ bezeichnen könne, wenn sie einen etwas häufiger zum Lachen bringen würde. Sie sei genauso „derb“ wie „unwitzig“. Die Darsteller seien weit von der Spitzenform entfernt.

„Familienunterhaltung ohne sonderlichen Schwung, die die wenigen gelungenen Gags über Gebühr strapaziert.“

## Hintergrund
Die Dreharbeiten fanden in Kalifornien statt. Der Film spielte in den Kinos der USA 41,455 Millionen US-Dollar ein.